# Alcáçova (Elvas)
Alcáçova is een plaats (freguesia) in de Portugese gemeente Elvas en telt 3865 inwoners (2005).